# نيكول ميتشيل (خبيرة أرصاد جوية)
نيكول ميتشيل (بالإنجليزية: Nicole Mitchell)‏ هي مذيعة طقس أمريكية، ولدت في 10 أكتوبر 1974 في فارغو في الولايات المتحدة.